# بيروكلور
بيروكلور هو اسم جامع لمجموعة معادن تحمل نفس الاسم، حاوية على عنصر النيوبيوم، وينتمي إلى مجموعة المعادن الأكسيدية ولوحدته البلورية الصيغة الكيميائية Na,Ca)2Nb2O6(OH,F).\
يتبلور المعدن وفق نظام بلوري مكعب، ويوجد على هيئة بلورات ثمانية السطوح.
يشتق الاسم من اللغة الإغريقية من كلمتي πυρ بير بمعنى نار، وكلمة χλωρός كلوروس بمعنى أخضر، وذلك إشارة إلى الخاصة التي يبدي فيها حالة تزجج بلون أخضر عند تعرضه للحرارة. وصف هذا المعدن لأول مرة في سنة 1826 من العالم فريدرش فولر من عينة عثر عليها بالقرب من مدينة ستافرن Stavern في مقاطعة فستفولد النرويجية.